# Faïz Mattoir
Faiz Mattoir (né le 12 juillet 2000 à Mamoudzou, Mayotte) est un footballeur international comorien évoluant au poste d'attaquant au Almere City FC ainsi qu'avec la sélection des Comores.

## Biographie

### Carrière en club
Mattoir fait ses débuts en équipe première avec l'AC Ajaccio lors d'un match nul 1–1 en Ligue 2 contre Clermont Foot le 22 novembre 2019. Il signe son premier contrat professionnel avec le club le 10 juin 2020,.
Il est prêté lors de la saison 2021/2022 au SO Cholet. Il débute avec ses nouvelles couleurs le 13 août 2021 lors d'un match contre le FC Sète 34 comptant pour la seconde journée du Championnat de National. Il y inscrit son premier but lors de cette rencontre.

### Carrière internationale
Il réalise sa première sélection avec l'équipe nationale des Comores lors d'un match nul 1-1 contre le Kenya comptant pour la qualification pour la Coupe d'Afrique des Nations 2021 le 11 novembre 2020.
Pour sa deuxième sélection avec les Cœlacanthes, il inscrit le but de la victoire contre le Kenya (victoire 2-1), le 15 novembre 2020.
Le 23 décembre 2021, le coach Amir Abdou le sélectionne dans la liste finale de 28 joueurs pour la Coupe d'Afrique des Nations 2021 au Cameroun.